# Sidi Boushab
Sidi Boushab (franska: Sidi Boushab (Commune Rurale), arabiska: سيدي بيبي) är en kommun i Marocko.   Den ligger i provinsen Chtouka-Aït Baha och regionen Souss-Massa, i den centrala delen av landet, 500 km sydväst om huvudstaden Rabat. Antalet invånare är 10 352.